# Heinrich IV. von Erthal

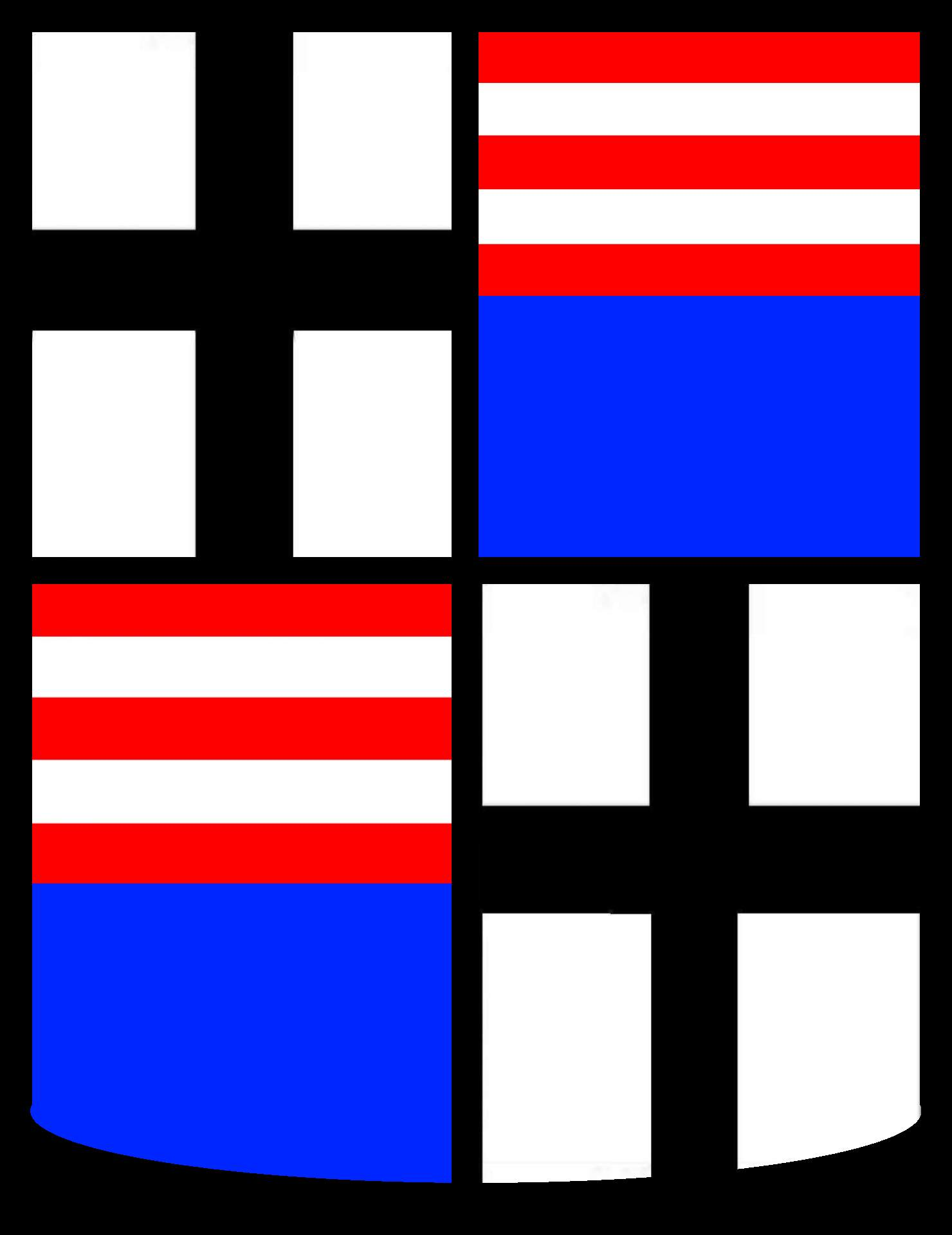
Wappen Heinrich IV. von Erthal, Fürstabt von Fulda

Heinrich IV. von Erthal war 1249 bis 1261 Fürstabt des Klosters Fulda. Von 1252 bis 1254 und von 1258 bis 1260/61 verwaltete er auch die Abtei Hersfeld.

## Leben
Vor seiner Wahl zum Abt war Heinrich, aus dem Geschlecht derer von Erthal, Stiftsdekan. Als Abt bekämpfte er das Raubrittertum und stritt mit dem Klostervogt, dem Grafen  Berthold von Ziegenhain, um die Vorherrschaft im Herrschaftsbereich des Stifts.
1250/1260 veranlasste er die Einbeziehung der Burg Wendelstein in der Rhön in die Befestigung der Stadt Vacha. Um 1250 ließ er das Wasserschloss Neuhof bei Fulda befestigen. 1252 erhielt er von König Wilhelm den Auftrag, die Burg Stolzenberg wieder neu aufzubauen; ein Jahr später ließ er die Wasserburg Mackenzell bei Hünfeld mit Mauern, Wall und Graben befestigen.
Als sich zwei Gegenkönige um die deutsche Reichskrone stritten, stand Heinrich 1253 auf dem Reichstag zu Frankfurt zu König Wilhelm von Holland und war somit Gegner Konrads von Schwaben. 
Am 13. Februar 1259 verkaufte er die Stadt Hameln an Bischof Wittekind von Minden. Da die Stadt und die Grafen von Everstein, die die Vogteirechte hielten, sich weigerten, die Oberhoheit des Mindener Bischofs anzuerkennen, kam es am 28. Juli 1260 zur Schlacht bei Sedemünder (nahe der Deisterpforte). Der Bischof siegte über das Hamelner Bürgerheer, und viele Hamelner Bürger gerieten in Gefangenschaft.
Ferner erbaute oder erneuerte Heinrich die Burg Bieberstein sowie die Stadtbefestigungen von Brückenau, Hammelburg und Herbstein.